# Col de Batié
Col de Batié är ett bergspass i Kamerun.   Det ligger i regionen Västra regionen, i den västra delen av landet, 210 km nordväst om huvudstaden Yaoundé. Col de Batié ligger 1 635 meter över havet.
Terrängen runt Col de Batié är kuperad åt sydväst, men åt nordost är den platt. Trakten runt Col de Batié är tätbefolkad, med 591 invånare per kvadratkilometer. Närmaste större samhälle är Bamendjou, 10,1 km norr om Col de Batié. Trakten runt Col de Batié är huvudsakligen savannskog.